# Jack Ruby
Jack Leon Ruby (nacido como Jacob Leon Rubenstein; Chicago, Illinois, 25 de marzo de 1911 -Dallas, Texas, 3 de enero de 1967) fue un empresario nocturno y figura secundaria del hampa estadounidense, conocido por asesinar el 24 de noviembre de 1963 a Lee Harvey Oswald, el único sospechoso en custodia policial por el asesinato, ocurrido dos días antes, del Presidente de los Estados Unidos John F. Kennedy. Un jurado encontró culpable a Ruby del asesinato de Oswald y sentenciado a muerte. Estando Ruby convicto presentó más tarde una apelación en donde le garantizaron un nuevo juicio. Entre tanto, enfermó estando en prisión y murió de embolia pulmonar debida a cáncer de pulmón el 3 de enero de 1967.
En septiembre de 1964, la Comisión Warren concluyó que Ruby actuó en solitario en el asesinato de Oswald, disparándole por un impulso y coraje por el asesinato de Kennedy. Estos hallazgos fueron retados por varios críticos quienes comentaron que Ruby protegía a figuras mayores del crimen organizado y que actuó como parte de una trama general alrededor del asesinato de Kennedy.

## Biografía
Jacob Rubenstein (Jack Ruby), el quinto de diez hijos sobrevivientes, nació en Chicago el 25 de abril de 1911 en Maxwell, área de Chicago, hijo de Joseph Rubenstein y Fannie Turek Rutkowski (o Rokowsky). Sus padres eran judíos ortodoxos polacos, pero emigraron a Estados Unidos a principios del siglo XX. Su padre, un carpintero, fue un hombre muy violento que tuvo muchos arrestos por asaltos y palizas. Jack tuvo una infancia problemática y a la edad de once años fue internado en una clínica psiquiátrica (Institute of Juvenile Research). Posteriormente, la Corte Juvenil de Chicago decidió que Jack no estaba recibiendo el apropiado cuidado paternal y lo envió a un hogar alternativo. Su madre fue diagnosticada con una neurosis depresiva severa, siendo internada en el Elgin State Hospital. Mientras crecía, sus padres tenían frecuentes y violentos encuentros y terminaban separados. Su infancia y adolescencia fueron marcadas por la delincuencia juvenil pasando de un hogar a otro. A los 11 años en 1922 fue arrestado en ausencia. Ruby abandonaría la escuela y pasaría su tiempo en el Instituto de Investigación Juvenil. Siendo un hombre joven, vendería de casa en casa listas para las carreras de caballos y varias novedades, siendo un agente vendedor para la Unión local de colecciones que más tarde sería parte de la Hermandad Internacional de Teamters (IBT).
En su niñez era apodado Sparky por quienes lo conocían. Su hermana, Eva Grant, dijo que el adquirió el apodo porque se movía muy lento como un caballo llamado "Spark Plug" o "Sparky" de acuerdo al comics Barney Google ("Spark Plug") debutando con una banda característica en 1922, cuando Ruby tenía once años. Otros mencionan que el nombre fue dado por ser temperamental. En cualquier evento, Grant menciona que a Ruby no le gustaba el apodo de "Sparky" y era rápido de pelear con cualquiera que le llamara así.

### Vínculos con el crimen organizado
En la ciudad de Chicago su amigo Leon Cooke, lo enrola para trabajar en el sindicato de recolectores de chatarra, pero el 8 de diciembre de 1939, Cooke es asesinado por John Martin, presidente del sindicato. Ruby es investigado por la policía en relación con este crimen, pero es absuelto por falta de pruebas. Como resultado de esto Jack Ruby abandona este empleo y encuentra otro como vendedor. En los años 1940, Ruby frecuentaba las carreras de pistas en Illinois y California.

### Segunda Guerra Mundial
En mayo de 1943 Jack Ruby fue llamado a filas. Sirvió en varias bases del Cuerpo Aéreo del Ejército de Estados Unidos, precursor de la actual fuerza aérea de ese país. Su comportamiento continuó siendo violento y en varias ocasiones se peleó por recibir comentarios antisemitas. Su especialidad oficial era la mecánica de aviación aunque jamás hizo un curso en ella. Jack Ruby alcanzó el grado de Soldado de Primera Clase y logró una baja honorable el 21 de febrero de 1946. Luego regresa a Chicago encontrando trabajo como vendedor de cestas de roble fabricadas por su hermano, Earl Ruby.

### Mudanza a Dallas
En 1947 Ruby se muda a Dallas, Texas, donde administraba el club nocturno Singapore para su hermana, Eva Grant. Tiempo después él y sus hermanos reducen el apellido Rubinstein a Ruby. Él acepta esta modificación ya que su apellido Rubinstein es largo y poco conocido y se nombra Jack Ruby. Más tarde regentearía varios clubes nocturnos, burlesque, salones de baile. Desarrolla una relación estrecha con muchos oficiales de la Policía de Dallas que visitan frecuentemente los clubes nocturnos, donde les proporciona licor, prostitutas y otros favores. Entra en contacto con miembros del crimen organizado, en particular los hermanos Campisi, relacionados con Carlos Marcello, conocido capo mafioso de origen italiano y apodado El pequeño hombre. 
En 1947, es arrestado por el Bureau of Narcotics. Steve Guthrie, sheriff de Dallas, afirmó que Ruby fue enviado por la Mafia de Chicago para manejar sus apuestas ilegales en la ciudad, sin embargo fue liberado sin cargo alguno. Ruby presenta una larga historia de arrestos con liberación posterior sin cargos. En 1950, el Comité Kefauver del Senado de Estados Unidos afirma que Ruby era «un teniente del Sindicato del Crimen enviado a Dallas como enlace de los gangsters de Chicago», según declaraciones posteriores de un miembro de este.
Jack Ruby permaneció en Dallas y con el lavado de dinero de un amigo compró el Silver Spur Club. Además compró el Bob Wills Ranch House, un club nocturno en estilo texano. Estos clubes no fueron exitosos, por lo que procuró seguir en el negocio ahora como dueño parcial del Vegas Club. Un intento posterior para establecer otro club nocturno, el Sovereign Club, también terminó en fracaso.
Ruby nunca se casó y no tuvo hijos. Al momento del asesinato, vivía con George Senator, quien declaró ante la Comisión Warren que Ruby era su novio pero negando que fuera una relación homosexual. El licenciado de la Comisión Warren Burt Griffin le diría más tarde al autor Gerald Posner: "No estoy seguro si Senator fue honesto con nosotros acerca de la relación con Ruby. La gente no aceptaba la homosexualidad en 1963".

### Comité de Actividades Antiestadounidenses

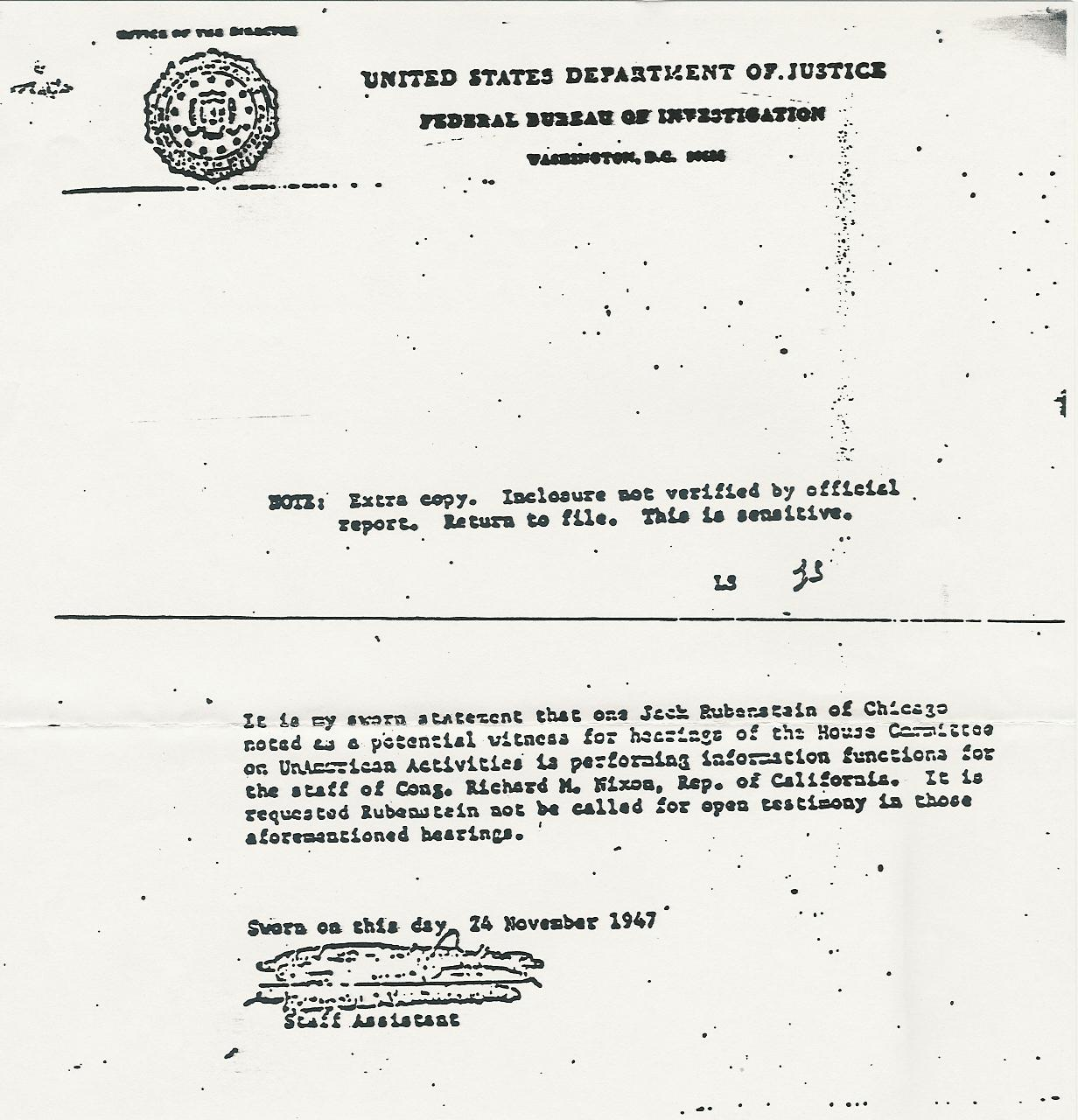
Memorándum del Departamento de Justicia de Estados Unidos en la que se recomienda rechazar como testigo a Jack Ruby por ser un empleado del Congresista Richard Nixon.

Fue testigo estrella de Richard Nixon en 1947 frente al Comité de Actividades Antiestadounidenses. El FBI recomendó retirar las deposiciones de Jacob Rubenstein todavía por ser un miembro del staff del congresista de Richard Nixon. En este periodo, Nixon interviene para impedir que el FBI investigue a Ruby y además impide que sea citado a declarar en un Comité del Congreso de Estados Unidos que investigaba a la Mafia, de acuerdo a un memorial del FBI descubierto en los 1970.

### Invitado a Cuba
En agosto de 1959 Jack Ruby fue invitado a visitar Cuba por el dueño de clubes nocturnos estadounidense Lewis McWillie, un asociado del jefe mafioso Santo Trafficante. Al mismo tiempo McWillie supervisaba las apuestas en el Hotel Tropicana de La Habana. Más tarde, McWillie se vio involucrado en la campaña para derrocar a Fidel Castro después de que este derrocara a Fulgencio Batista.

### Problemas laborales
Los trabajadores de Ruby eran miembros del Sindicato de Actores de Variedades de Estados Unidos (American Guild of Variety Artists o AGVA). Ruby tiene un registro de no pago a sus trabajadores y de despidos injustificados bastante voluminoso. Este comportamiento resultó en una disputa con el AGVA. En 1963 Jack Ruby visitó Nueva Orleans donde obtuvo los servicios de una desnudista (estríper) llamada Jada. Después de tres meses también fue despedida, lo que le ocasionó mayores problemas laborales. Se afirma que como resultado de sus problemas con el AGVA Ruby estrechó sus contactos con los líderes de la Mafia Carlos Marcello y Santos Trafficante durante el verano de 1963.

### 22 de noviembre: asesinato de John F. Kennedy
El 22 de noviembre de 1963, el presidente John F. Kennedy llega a Dallas, Texas, siendo asesinado ese mismo día mientras se trasladaba en un automóvil descubierto (convertible), cuando saludaba a la multitud. Casi inmediatamente se inicia la búsqueda de Lee Harvey Oswald, siendo indicado como principal sospechoso, siendo arrestado poco después. Oswald trabajaba en el Texas Book Depository, desde donde según la investigación del momento se hicieron los disparos que mataron al presidente. Descubrieron una huella palmar de Oswald en un rifle Mannlicher-Carcano que fue encontrado en una oficina del Texas Book Depository, lugar que se presumía fue donde se originaron los disparos. Huellas dactilares de Oswald también fueron encontradas en las cajas de cartón y en bolsas de mano en el piso en el que trabajaba.
De acuerdo con la investigación por la Comisión Warren, Ruby estaba en el segundo piso en las oficinas del Dallas Morning News, a cinco cuadras del Texas School Book Depository, colocando la promoción semanal para la publicidad de sus clubes nocturnos, cuando escuchó acerca del asesinato de Kennedy, alrededor de las 12:45 Ruby había realizado algunas llamadas telefónicas a su asistente del Club Carrousel y a su hermana. La Comisión menciona que un empleado del Dallas Morning News mencionó que Ruby abandonó las oficinas del periódico a la 1:30 hs, pero existen otros testimonios que afirman que pudo haber salido un poco antes. De acuerdo a la comisión Warren, Ruby regresó al Club Carrousel antes de la 1:45 h, notificando a los empleados que el club estaría cerrado por la noche.
Ruby fue visto en las salas de la Jefatura de Policía de Dallas en varias ocasiones después del arresto de Lee Harvey Oswald el 22 de noviembre de 1963. El noticiero de la WFAA-TV (Dallas) y de la NBC mostraron que Ruby se había colado como un falso reportero de un periódico durante la conferencia de prensa en la Jefatura de Policía de Dallas en la noche de la muerte de Kennedy. El juez de Distrito Henry Wade dio una breve conferencia de prensa diciendo que Lee Oswald era un miembro del Comité Cuba Libre, contra Castro. Ruby fue una de las varias personas que preguntaron de manera correcta al juez Wade, diciendo: "Henry, ¿cuál es el juego del Comité de Cuba?", una organización anticastrista. Ruby afirmó al FBI, un mes después de su arresto por el asesinato de Oswald, que tuvo su revólver Colt Cobra calibre 38 corto, guardado en su bolsillo derecho durante esta conferencia de prensa.

### Oswald niega su participación
Mientras es interrogado por la Policía de Dallas, Lee Harvey Oswald negó en todo momento haber participado en el asesinato de John F. Kennedy. Él afirmó en público que era un patsy (chivo expiatorio) (término usado en Estados Unidos para describir a alguien a quien se trata de culpar por un crimen que no cometió).

### 24 de noviembre: Asesinato de Oswald

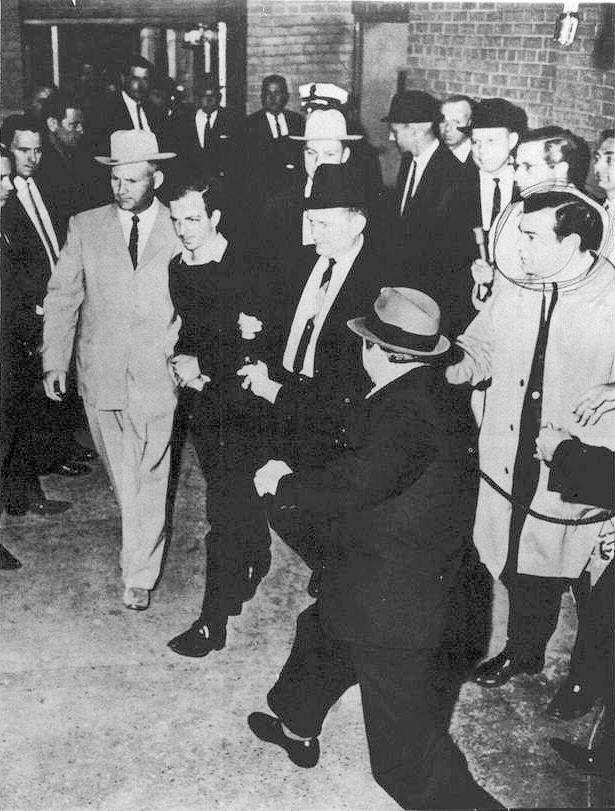
Jack Ruby en el momento en que dispara a Oswald.

El 24 de noviembre, Ruby condujo hasta el pueblo con uno de sus perros mascota y envió una orden urgente de dinero en Western Union de Main Street siendo atendido por uno de los empleados. Al mismo tiempo selló una transacción completa de dinero en efectivo a las 11:17 de la mañana. Ruby caminó la media cuadra cercana a la Jefatura de Policía de Dallas, donde ingresó por la rampa de Main Street hasta una escalera accesible de un callejón anexo al Dallas Municipal Building.
A las 11:21 de la mañana, mientras las autoridades escoltaban a Oswald por los sótanos de la Jefatura de Policía hacia un auto blindado para su traslado a la cárcel del Condado, Ruby se abre paso de una manera violenta de entre la multitud de reporteros, periodistas, fotógrafos y camarógrafos presentes en el sitio y disparó una vez con su revólver Colt Cobra calibre 38 al abdomen de Lee Harvey Oswald cuando este era escoltado por los detectives de la policía de Dallas Jim Leavelle y L.C. Graves, siendo estos sorprendidos por la acción de Ruby, cayendo herido de muerte. Ruby fue inmediatamente detenido por los agentes y por la policía,  y declaró ante numerosos testigos que «los judíos tienen agallas» y que había «redimido» a la ciudad de Dallas ante los ojos del pueblo y que además le había evitado a la viuda del presidente, Jacqueline Kennedy el dolor de tener que testificar ante una corte frente al asesino de su esposo. El disparo fue visto en directo por millones de personas por la televisión estadounidense a lo largo y ancho del país. Oswald fue llevado urgentemente en una ambulancia ya con deterioro importante del estado de alerta, al Parkland Memorial Hospital, el mismo hospital donde los doctores trataron de salvar la vida del Presidente Kennedy dos días antes. Oswald murió a las 1:07 de la tarde.
En declaraciones posteriores, Ruby afirmó que había disparado a Oswald por una ofuscación del momento y que no había planeado el asesinato.

### Juicio
El 14 de marzo de 1964, un tribunal de Dallas declaró a Jack Ruby culpable del asesinato de Oswald, siendo sentenciado a muerte. Este juicio fue anulado tras la apelación de sus abogados quienes consiguieron que fuera nuevamente juzgado, esta vez por homicidio simple en lugar de homicidio premeditado.
El nuevo juicio contra Ruby se programó para febrero de 1967 en Wichita Falls, Nebraska.

### Dictamen de la Comisión Warren
En octubre de 1964, la Comisión Warren informa que «no encuentra evidencias de que Lee Harvey Oswald o Jack Ruby fueran parte de cualquier conspiración, nacional o internacional, para asesinar al Presidente Kennedy».

### Comité Selecto de la Cámara sobre Asesinatos
El Comité Selecto de la Cámara sobre Asesinatos llegó a la conclusión de que los múltiples viajes de Ruby a Cuba se debían a «...que Ruby era un correo de la mafia de apuestas en Cuba».

### Teorías de conspiración
Ruby también ha estado bajo sospecha de quienes piensan que tanto el asesinato de Kennedy como el de Oswald son parte de una conspiración. En este contexto, el asesinato de Oswald habría tenido como objetivo silenciar al sospechoso para evitar declaraciones que pudieran comprometer a los supuestos involucrados en el crimen. En lo que respecta a Ruby, las sospechas emanan de sus vínculos con Richard Nixon como testigo estrella de éste en el marco del comité de Actividades Antiestadounidenses, con la mafia y con personajes involucrados en conspiraciones anticastristas. 
Ninguna teoría de conspiración ha podido ser probada hasta la fecha.

### Muerte

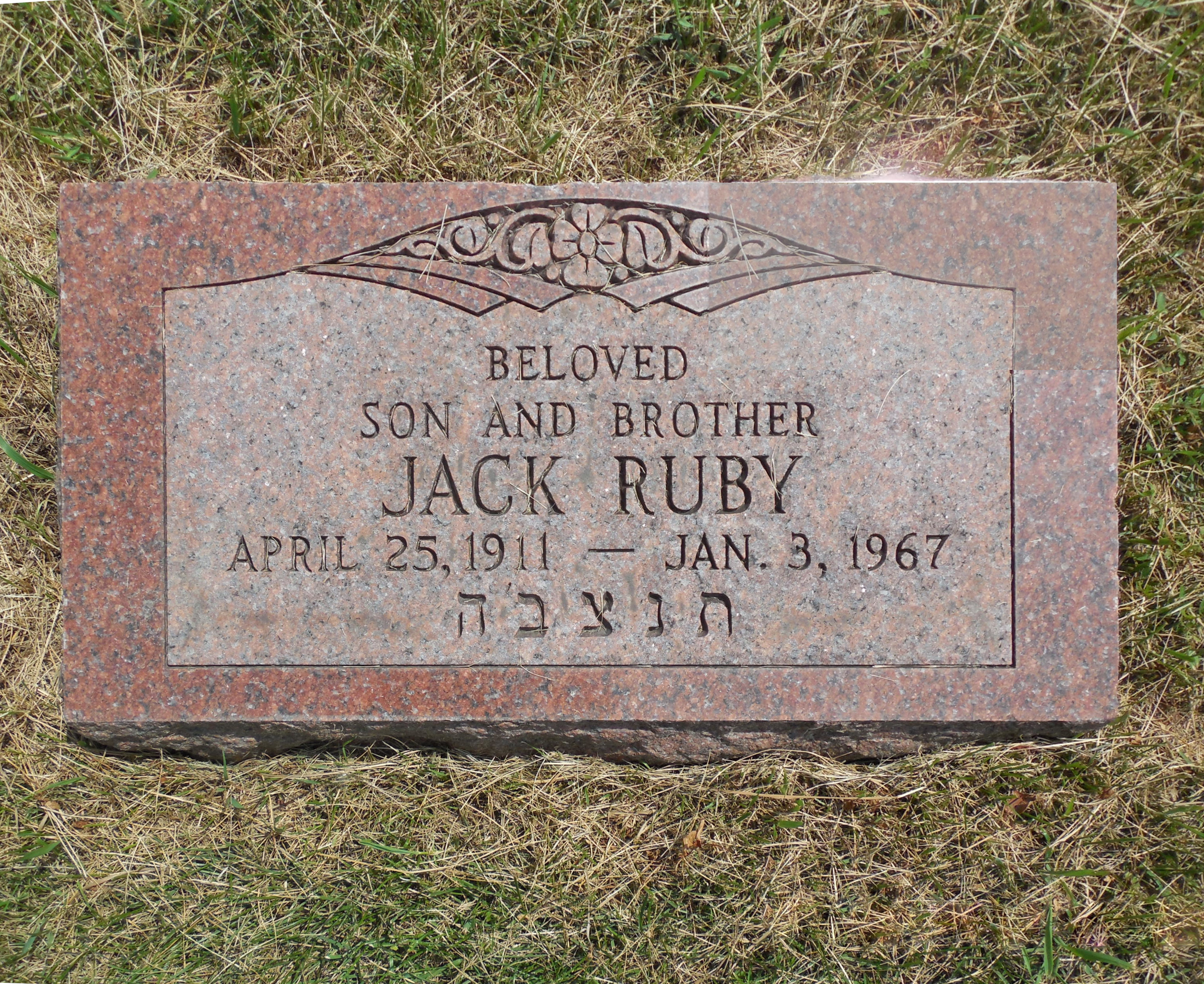
Tumba de Jack Ruby, en el cementerio de Westlawn.

Jack Ruby murió por un embolismo pulmonar producto de un cáncer de pulmón el 3 de enero de 1967 en el Parkland Memorial Hospital de Dallas, Texas, mientras esperaba un nuevo juicio relacionado con el tráfico de drogas, solo tres años después del asesinato de Lee Harvey Oswald.